# Municipio de Independence (condado de Jasper)
El municipio de Independence (en inglés: Independence Township) es un municipio ubicado en el condado de Jasper en el estado estadounidense de Iowa. En el año 2010 tenía una población de 1684 habitantes y una densidad poblacional de 18,31 personas por km².

## Geografía
El municipio de Independence se encuentra ubicado en las coordenadas 41°48′46″N 93°10′37″O / 41.81278, -93.17694. Según la Oficina del Censo de los Estados Unidos, el municipio tiene una superficie total de 91.99 km², de la cual 91,92 km² corresponden a tierra firme y (0,08 %) 0,07 km² es agua.

## Demografía
Según el censo de 2010, había 1684 personas residiendo en el municipio de Independence. La densidad de población era de 18,31 hab./km². De los 1684 habitantes, el municipio de Independence estaba compuesto por el 98,22 % blancos, el 0,18 % eran afroamericanos, el 0,36 % eran amerindios, el 0,06 % eran asiáticos, el 0,3 % eran de otras razas y el 0,89 % eran de una mezcla de razas. Del total de la población el 0,95 % eran hispanos o latinos de cualquier raza.